# Sumner Redstone
Pour les articles homonymes, voir Sumner et Redstone.
Sumner Redstone, né le 27 mai 1923 à Boston et mort le 11 août 2020 à Los Angeles, était le président du conseil d'administration et actionnaire majoritaire (plus de 70 %) des sociétés conglomérales Viacom et CBS Corporation.
Il était également actionnaire majoritaire de Midway Games et de la chaîne de cinéma National Amusements (en).
Il était classé 63e par Forbes dans son classement des 100 personnes les plus riches du monde, avec une fortune évaluée à 7,7 milliards de dollars.

## Enfance et études
Né Sumner Murray Rothstein, il change de nom en 1940 avec le reste de sa famille.
Son père d'origine juive est propriétaire de National Amusements (en).
Il étudie tout d'abord à la Boston Latin School, puis à Harvard.
Ensuite, il sert l'armée de terre des États-Unis pendant la Seconde Guerre mondiale, où il est chargé de décoder les messages japonais.
À son retour, il étudie à la faculté de droit de Harvard où il obtient son bachelor of Laws.
Après son diplôme, il travaille pour le ministère de la justice américain à San Francisco puis devient avocat privé.

## Carrière
Sumner Redstone finit par rejoindre son père et prend la tête de l'entreprise familiale National Amusements (en) qu'il développe.
Il investit également dans d'autres entreprises comme Columbia Pictures, la Twentieth Century Fox, Orion Pictures, et Paramount Pictures. Au début des années 1980, il vend ses participations (sauf celle dans la Paramount Pictures) et engrange d'importantes plus-values.

### Viacom
En 1971, Sumner Redstone investit un peu dans Viacom, spin-off de CBS. En effet, le FCC a tout juste interdit aux réseaux télévisés de diffuser les programmes qu'ils produisent. Il y a donc une scission de CBS, qui transfère ses activités de production dans Viacom.
Viacom avait racheté en 1985 la chaîne MTV et l'avait renommée MTV Networks.
En 1987, Sumner Redstone lance une O.P.A. hostile sur Viacom afin de se diversifier. Il obtient la majorité de contrôle.

### Paramount Communications
En 1993, il achète Paramount Communications, maison mère de Paramount Pictures, en remportant une bataille contre Barry Diller (membre du conseil d'administration de Vivendi Universal et PDG de InterActiveCorp) et John C. Malone (président de Liberty Media). Pour cela, il doit renchérir trois fois. L'acquisition est très critiquée, car considérée comme trop chère et surévaluée. Afin d'alléger le poids financier de l'achat, il vend certains actifs de la Paramount Pictures, dont le Madison Square Garden.
Redstone ne se contente pas de la Paramount Pictures (qui a produit Titanic, Mission impossible, Forrest Gump ou Le Parrain). En 1994, il achète Blockbuster Entertainment, qui détient entre autres la société de production télévisé d'Aaron Spelling (Spelling Entertainment).
En 2005, Viacom rachète DreamWorks SKG, société de production de cinéma créée par Steven Spielberg.
En août 2006, c’est Sumner Redstone en personne qui a annoncé à Tom Cruise que la Paramount Pictures mettait fin  à son contrat, en raison de l’échec relatif de Mission impossible 3 et des excès de Tom Cruise.

### CBS
En 2000, Viacom fusionne avec CBS après son rachat par Redstone. La filiale rachète sa maison mère, 30 ans après la scission.
Cette fusion apporte à Viacom de nombreux réseaux câblés comme Spike TV et de nouvelles chaînes de télévision comme CMT.
Redstone poursuit les petites acquisitions comme en 2001 le rachat de BET.

## Réorganisation
En 2005, Viacom est scindé en deux. D'un côté CBS Corporation (CBS, CBS Outdoor, Spelling Entertainment Group, United Paramount Network...), et de l'autre le nouveau Viacom (MTV Networks, Paramount Pictures, Viacom Interactive Ventures, Noggin, BET).
Redstone reste l’actionnaire majoritaire des deux entreprises.
En septembre 2006, Sumner Redstone annonce le remplacement de Tom Freston par Philippe Dauman à la tête de Viacom, en raison de son manque d’agressivité dans la gestion de l’entreprise.